# Impaktor
Ein Impaktor ist ein Partikelmessgerät bzw. Partikelabscheider und dient in der Verfahrenstechnik zur Bestimmung von Partikelmassen und Partikelgrößen(-verteilungen) bzw. zum Abscheiden von Partikeln aus einem Gasvolumenstrom.

## Funktionsprinzip

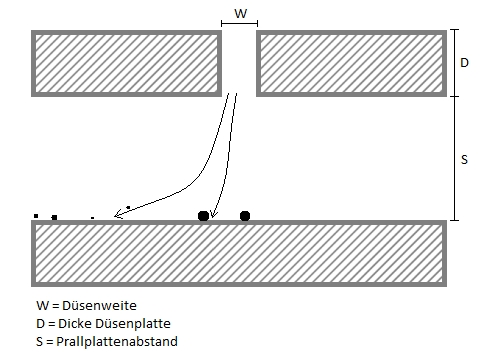
Funktionsprinzip einer Impaktorstufe

Das Funktionsprinzip eines Impaktors basiert auf der Umlenkung eines Freistrahls (Gasvolumenstrom) um einen Winkel von 90°. Das Gas und die in ihm enthaltenen Partikel werden durch eine Düse beschleunigt, wobei die Partikel der Strömungsumlenkung nur bedingt folgen können, sodass die trägeren Partikel auf einer Prallplatte auftreffen. Ein adhäsiver Belag, der z. B. aus Glasfasermaterial bestehen kann, soll sicherstellen, dass abgeschiedene Partikel auf der Prallplatte bleiben. Das Messprinzip des einstufigen Impaktors entspricht somit dem des Konimeters.
Ein Kennzeichen zur Charakterisierung von Impaktoren ist der Trenndurchmesser d50, der angibt, bei welchem aerodynamischen Durchmesser der Impaktor eine Abscheideeffizienz von 50 % aufweist.

## Messung und Analyse
Die Ermittlung der Partikelmassen erfolgt gravimetrisch; die Partikelanzahl wird durch Wägung bestimmt. Die Impaktorstufe wird dazu vor und nach der Messdurchführung gewogen. Die Differenz ist das Gewicht der abgeschiedenen Partikel. Die Wägung wird umso genauer, je geringer das Gewicht der Impaktorstufe ist.

## Eigenschaften und Parameter
Üblicherweise befinden sich die jeweiligen Düsen in einer Düsenplatte. Da es in der Praxis schwierig ist, mit einer einzigen Düse die erforderlichen Strömungsbedingungen zu schaffen, befinden sich in einer Düsenplatte jeweils mehrere Düsen, die meistens als Rund- oder Schlitzdüsen ausgeführt sind. Neben der Düsenform sind insbesondere Düsendurchmesser, Düsenlänge und Abstand zwischen Düsen- und Prallplatte von Bedeutung. Weitere wichtige Parameter sind Strömungsgeschwindigkeit und Druck. Durch eine Druckabsenkung kann aufgrund der Vergrößerung der mittleren freien Weglänge des Gases der Trenndurchmesser verringert werden.
Die Partikeldichte geht über den aerodynamischen Durchmesser in die Auslegung des Impaktors mit ein.

## Bauformen

### Kaskadenimpaktor

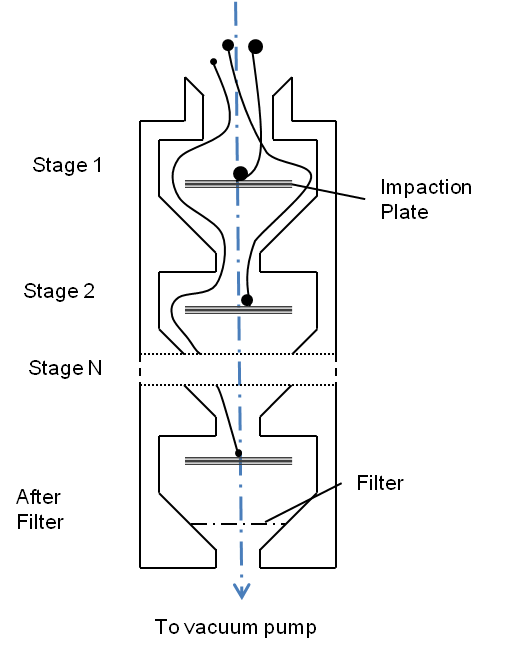
Schematische Darstellung eines Kaskadenimpaktors

Kaskadenimpaktoren werden zur fraktionierenden Staubmessung eingesetzt. Bei dieser Bauform sind mehrere einstufige Impaktoren hintereinandergeschaltet. Mit zunehmender Stufenanzahl wird die Weite der Düse der Düsenplatte kleiner. So können immer kleinere Partikel abgeschieden werden.
Die Norm EN ISO 23210:2009-12 legt einen zweistufigen Kaskadenimpaktor zur Bestimmung der PM10- und PM2,5-Massenkonzentrationen bei der Emissionsmessung fest.

### Andersen-Impaktor
Bei dem nach Ariel A. Anderson benannten Impaktor handelt es sich um einen Kaskadenimpaktor, der in jeder Düsenplatte viele gleichartige Düsen aufweist und dessen Prallplatten aus Agarschalen mit einem Nährmedium bestehen. Der Andersen-Impaktor dient dazu, luftgetragene Keime (Bioaerosole) zu klassieren.
Unter dem Namen Andersen-Impaktor werden aber auch Geräte vertrieben, die zur Messung von Partikeln nicht-biologischer Herkunft verwendet werden. In der Pharmazie etwa wird der Andersen-Impaktor zur Vermessung der Teilchengrößen in arzneilichen Darreichungsformen wie Inhalationssprays, Pulverinhalaten und Nasensprays angewendet.

### Berner-Impaktor
Namensgeber für den Berner-Impaktor ist Axel Berner, der zum Zeitpunkt der Entwicklung des Impaktors am 1. Physikalischen Institut der Universität Wien beschäftigt war. Wesentliches Merkmal des Berner-Impaktors sind vier einzelne, identische Kaskadenimpaktoren im Parallelbetrieb, die zwar an eine gemeinsame Ansaugleitung angeschlossen sind, aber unterschiedlich betrieben werden, sodass feinere Unterteilungen des zu messenden Staubs möglich sind. Dieser Impaktortyp erfuhr im Laufe der Jahre Modifikationen, so z. B. als Berner low-pressure impactor (BLPI).

### Niederdruckimpaktor
Ein Niederdruckimpaktoren ist ein Impaktor, der bei verringertem Druck betrieben wird. Durch Druckabsenkung wird der Einfluss der Gasmoleküle auf die abzuscheidenden Partikel verringert, sodass auch kleinere Partikel abgeschieden werden können.

### Elektrischer Niederdruckimpaktor
Ein Elektrischer Niederdruckimpaktor (englisch Electrical Low Pressure Impactor, ELPI) ist ein bei niedrigem Druck arbeitender Kaskadenimpaktor, bei dem die Partikel vor der Abscheidung mittels Koronaentladung elektrisch aufgeladen werden müssen. Die auf die jeweiligen Prallplatten auftreffenden Partikel erzeugen ein Stromsignal, das Auskunft über die jeweilige Anzahlkonzentration gibt. Elektrische Niederdruckimpaktoren erlauben die zeitnahe Identifizierung von Partikeln.
Mit dem Elektrischen Niederdruckimpaktor können auch Prüfaerosole charakterisiert werden.

### Next Generation Impactor
Der Next Generation Impactor (NGI) ist ein speziell für die pharmazeutische Industrie entwickelter 7-Stufen-Kaskadenimpaktor, der wie der Andersen-Impaktor zur Vermessung der Teilchengrößen in arzneilichen Aerosolen (Inhalationssprays, Pulverinhalate, Nasensprays) angewendet werden kann. In Abhängigkeit von der Flussrate des Trägergases deckt er Partikelgrößen von 0,24 µm bis 11,7 µm ab. Der Luftstrom wird horizontal und zickzackförmig durch den NGI über die nacheinander angeordneten Düsenplatten der Stufen 1 (ein Loch mit 14,3 mm Durchmesser) bis 7 (630 Löcher mit je 0,206 mm Durchmesser) und den Kollektor für den Feinanteil geleitet. Der in den Abscheidebehältern einer jeden Stufe niedergeschlagene Arzneistoff wird quantitativ ausgespült und einer Gehaltsbestimmung unterzogen. Gerätetechnisch ist auch eine gravimetrische Bestimmung möglich.

## Beschränkungen
Die Maximalgeschwindigkeit der Partikel im Freistrahl ist gleich der Schallgeschwindigkeit, die auch als „kritische Geschwindigkeit“ bezeichnet wird. Das schränkt die Auslegung ein. Auch ist bei erhöhten Geschwindigkeiten ein Abprallen der Partikel festzustellen.
Eine weitere Schwierigkeit ist die Herstellung der Düsenplatte, da das Bohren sehr kleiner Löcher (< 0,2 mm) fertigungstechnisch herausfordernd ist.

## Einsatzgebiete
Impaktoren werden zur Erfassung von Partikeln sowohl zur Emissions- als auch zur Immissionsmessung eingesetzt. Ebenso werden sie zur Bestimmung kultivierbarer Schimmelpilzsporen verwendet. Auch werden Impaktoren bei der Überprüfung der Wirksamkeit von Tropfenabscheidern angewendet.